# Semicossyphus pulcher
La vieja de California (Semicossyphus pulcher) es una especie de peces de la familia Labridae en el orden de los Perciformes.

## Morfología
Los machos pueden llegar alcanzar los 91 cm de longitud total y los 16 kg de peso.

## Distribución geográfica
Se encuentra desde California (Estados Unidos) hasta la Península de Baja California (México) y el Golfo de California.